# Xã Turkey Valley, Quận Yankton, Nam Dakota
Xã Turkey Valley (tiếng Anh: Turkey Valley Township) là một xã thuộc quận Yankton, tiểu bang Nam Dakota, Hoa Kỳ. Năm 2010, dân số của xã này là 179 người.